# Bremisches Jahrbuch
Das Bremische Jahrbuch ist ein historisches Periodikum, das ab 1864 (für den Jahrgang 1863) jährlich ein Mal zunächst von der Abteilung des Künstlervereins für Bremische Geschichte und Altertümer, später von der Historischen Gesellschaft Bremen zusammen mit dem Staatsarchiv Bremen herausgegeben wurde; seit dem Jahr 1975 nur noch vom Staatsarchiv „in Verbindung mit der Historischen Gesellschaft“. Von 1944 bis 1946 erschien das Jahrbuch kriegsbedingt nicht. Im Jahr 2016 erschien im Selbstverlag des Staatsarchivs Band 95.
Es gilt als „die historische Fachzeitschrift Bremens“ und enthält Beiträge zur bremischen und nordwestdeutschen Landesgeschichte. Es bietet in Aufsätzen, Miszellen, Arbeitsberichten und Rezensionen die jeweils aktuellen Forschungen zur Geschichte der Stadt und des Landes Bremen.